# فرانك مبيلا إتوجا
فرانك مبيلا إتوجا (مواليد 18 سبتمبر 2001) هو لاعب كرة قدم كاميروني يلعب في مركز المهاجم في نادي أشانتي كوتوكو.

## روابط خارجية
- فرانك مبيلا إتوجا على موقع GSA (الإنجليزية)